# Gradina
Gradina (srbsky Градина) je vesnice a správní středisko stejnojmenné opčiny v Chorvatsku ve Viroviticko-podrávské župě. Nachází se asi 9 km severovýchodně od Virovitice. V roce 2011 žilo v Gradině 916 obyvatel, v celé opčině pak 3 850 obyvatel.
Součástí opčiny je celkem 11 trvale obydlených vesnic. Dříve byly součástí opčiny i vesnice Dravski Kuti, Karađorđevo Gradinsko, Lanka Leševo, Majkovac Podravski, Mitrovica Gradinska, Nova Brezovica, Nova Gradina, Novi Budakovac, Stara Brezovica, Stara Gradina a Stari Budakovac.
- Bačevac – 370 obyvatel
- Brezovica – 595 obyvatel
- Budakovac – 257 obyvatel
- Detkovac – 307 obyvatel
- Gradina – 916 obyvatel
- Lipovac – 312 obyvatel
- Lug Gradinski – 72 obyvatel
- Novi Gradac – 167 obyvatel
- Rušani – 477 obyvatel
- Vladimirovac – 62 obyvatel
- Žlebina – 315 obyvatel

Opčinou prochází státní silnice D538 a župní silnice Ž4005, Ž4007, Ž4010, Ž4014 a Ž4015. Severovýchodně protéká řeka Dráva a procházejí maďarské hranice. U vesnice Budakovac se nachází říční rameno Budakovačka bara.